# スタッド・オムニスポール・イドリス・マハマト・ウヤ
スタッド・オムニスポール・イドリス・マハマト・ウヤ（フランス語：Stade Omnisports Idriss Mahamat Ouya）はチャドの首都、ンジャメナにあるスタジアム。主にサッカーの試合で使用され、サッカーチャド代表の本拠地。スタッド・ナショナル（Stade Nacional）＝国立競技場とも呼ばれる。グラウンドは芝でできている。収容人数は20000人スタジアム名はチャドの走高跳の選手、マハマト・イドリス（ en:Mahamat Idriss ）（1942‐1987）に由来する。
1. ↑  http://www.worldstadiums.com/africa/countries/chad.shtml